# 연합국 (제1차 세계 대전)

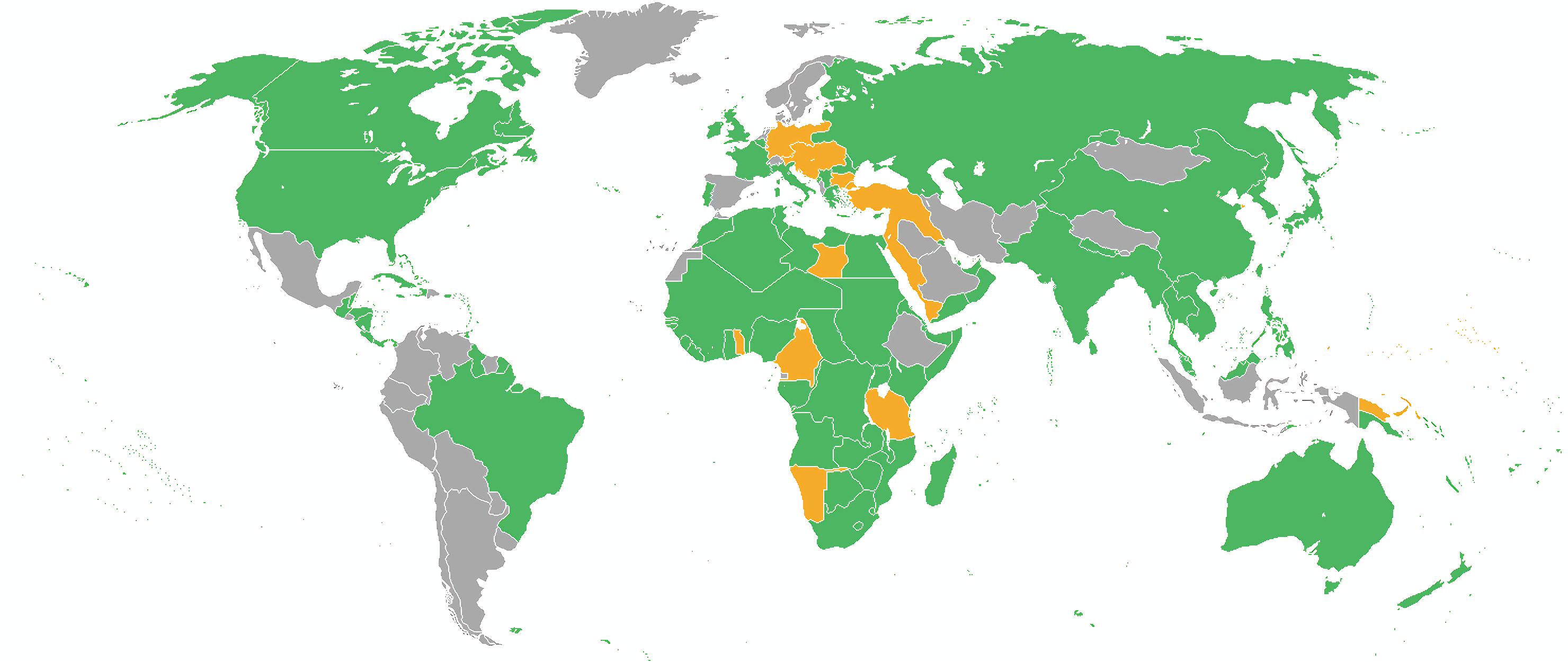
제1차 세계 대전의 참전국
연합국 (협상국, 식민지 포함)
동맹국 (식민지 포함)
중립국

유럽의 군사동맹 지도

연합국(영어: Entente Powers)은 제1차 세계 대전 당시 동맹국의 반대 진영에 있던 국가를 말한다. 제1차 세계 대전의 연합국은 프랑스와 러시아 제국, 영국이 독일 제국과 오스트리아-헝가리 제국, 이탈리아 왕국의 삼국 동맹에 대항하기 위해 맺은 삼국 협상을 효시로 하고 있다.

## 연합국 목록
- 세르비아 왕국
- 러시아 제국→ 러시아 공화국
- 프랑스
- 벨기에
- 대영 제국
  -  오스트레일리아
  -  인도 제국
  -  뉴질랜드
  -  남아프리카 공화국
  -  캐나다
  -  뉴펀들랜드
- 몬테네그로 왕국
- 일본 제국
- 이탈리아 왕국
- 산마리노
- 포르투갈
- 루마니아 왕국
- 미국
- 쿠바
- 파나마
- 그리스 왕국
- 태국
- 라이베리아
- 중화민국
- 우루과이
- 브라질
- 과테말라
- 니카라과
- 코스타리카
- 온두라스
- 아이티

## 같이 보기
- 제1차 세계 대전
- 동맹국
- 연합국 (제2차 세계 대전)
- 추축국